# Motsapi Moorosi
Motsapi Moorosi (ur. 4 maja 1945 w Springs, zm. 8 lutego 2013 w Maseru) – lesotyjski lekkoatleta, uczestnik Letnich Igrzysk Olimpijskich 1972, wielokrotny reprezentant kraju w międzynarodowych zawodach.
Urodził się na terenie Republiki Południowej Afryki. Uczęszczał do Moroka High School, a następnie do Lerotholi Technical School. W 1970 pracował na stanowisku kierowniczym w kopalni złota.
Był pierwszym reprezentantem Lesotho na igrzyskach olimpijskich i jedynym w Monachium w 1972 roku. Wystąpił tam w dwóch konkurencjach. Odpadł w eliminacjach biegu na 100 metrów (szóste miejsce w szóstym wyścigu eliminacyjnym z czasem 10,74), a w biegu na 200 metrów doszedł do ćwierćfinału, w którym odpadł z czasem 20,90. Moorosi był również chorążym reprezentacji podczas ceremonii otwarcia igrzysk.
W 1972 roku (po igrzyskach olimpijskich) został zatrudniony jako krajowy trener lekkoatletyki (prowadził m.in. lekkoatletów z Lesotho na Igrzyska Brytyjskiej Wspólnoty Narodów 1974). Sam wziął udział w igrzyskach w Christchurch, gdzie wystartował w biegach na 200 i 400 metrów. W obydwu konkurencjach odpadł jednak w eliminacjach (w biegu na 200 m osiągnął czas 21,73, a w biegu na 400 m 48,87). Startował też m.in. w zawodach w Nigerii, Tanzanii czy Irlandii.
Moorosi uprawiał również: piłkę nożną, tenisa, golfa, darta i squasha. Był członkiem Arsenal 'Go-Go' Gunners Football Club.
Prowadził również warsztaty i kliniki trenerskie. Potem został biznesmenem. Był założycielem Pro Sports Shop, pierwszego sklepu sportowego w Lesotho; przyczynił się również do powstania turnieju piłki nożnej dla chłopców w wieku do 12 lat.
Pod koniec życia chorował na raka trzustki. W jego wyniku Moorosi zmarł 8 lutego 2013 roku w swoim domu w Maseru. Jego nabożeństwo żałobne odbyło się w Bambatha Tšita Sports Arena w Maseru High School. Pogrzeb odbył się 16 lutego na cmentarzu Sea Point w stolicy kraju. W uroczystości uczestniczyli czołowi przedstawiciele władz państwa, na czele z Letsie'm III.
Był żonaty, pozostawił żonę, dwoje dzieci i czterech wnuków.

## Rekordy życiowe
- Bieg na 100 metrów – 10,2 (1971)[1]
- Bieg na 200 metrów – 20,90 (1972, Monachium)[1]